# Francisco López de Goicoechea Inchaurrandieta
Francisco López de Goicoechea Inchaurrandieta (Totana, 24 settembre 1894 – Madrid, 28 giugno 1973) è stato un avvocato e politico spagnolo.

## Biografia
López de Goicoechea nacque nella località murciana di Totana ed intraprese gli studi di Diritto all'Università Centrale di Madrid, dal 1911 al 1916. Prima della proclamazione della seconda repubblica, fu accademico della Reale Accademia di Giurisprudenza e Legislazione e segretario e deputato al Collegio degli Avvocati di Madrid. Fece inoltre parte della giunta di governo dell'Ateneo scientifico, culturale, artistico e letterario di Madrid.
Durante la seconda repubblica fu eletto deputato per la provincia di Murcia nella Costituente del 1931 nelle liste del Partito Repubblicano Radical Socialista, e tra le file dell'Unione Repubblicana nella legislatura che iniziò nel 1936. Inoltre, occupò la Direzione generale di miniere e combustibili nel 1933.
All'indomani del colpo di stato che diede inizio alla guerra civile, rimase fedele alla Repubblica e si impadronì con altri colleghi repubblicani del Collegio degli Avvocati di Madrid, istituzione di cui fu nominato decano, tramite un decreto pubblicato nella Gazzetta di Madrid il 30 luglio 1936, firmato dal presidente Azaña. Oltre questo, durante la guerra occupò le cariche di giudice del Tribunale Supremo e presidente della Corte di Murcia. Il 29 gennaio 1939 andò in esilio in Francia, trasferendosi in seguito in Messico e a Cuba, paesi in cui esercitò l'avvocatura. Fu uno degli intellettuali spagnoli che agirono come soci fondatori dell'Ateneo spagnolo del Messico.
Francisco López de Goicoechea fu autore di una ventina di trattati di diritto, tra i quali figura Le società mercantili nel diritto cubano, opera alla quale nel 1958 fu conferito il diploma di onore e la Medaglia dell'Istituto di Diritto Comparato della Repubblica argentina. López de Goicoechea tornò in Spagna nel 1964 per continuare a lottare contro la dittatura franchista e morì a Madrid il 28 giugno 1973, quando era contabile della giunta del Collegio degli Avvocati di Madrid.